# Pierre Louis van Schuppen
Pieter van Schuppen est un dessinateur et graveur au burin flamand originaire d'Anvers et actif en France, né le 5 septembre 1627 et mort le 7 mars 1702 .

## Biographie

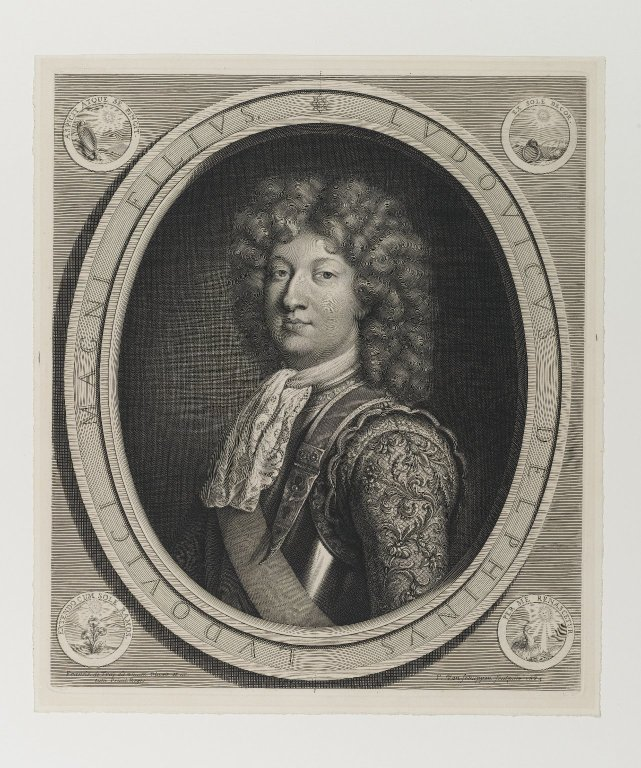
Le Dauphin
par Pieter van Schuppen (burin)
d'après François de Troy (1684).

Pieter van Schuppen étudie la peinture à Anvers dès 1639 et est reçu maître dans la guilde Saint-Luc de cette ville en 1651. Il quitte alors Anvers et s'installe à Paris en 1655, où il devient l'élève de Robert Nanteuil.
Admis à l'Académie royale de peinture et de sculpture en 1663, il a surtout gravé des portraits. Son œuvre représente plus de 150 pièces.  
Il est le père de Jacob van Schuppen.